# Klauwtjesmos
Klauwtjesmos (Hypnum) is een geslacht uit de klauwtjesmosfamilie (Hypnaceae). Het is een algemeen voorkomend geslacht van terrestrische, epifytische en epilitische mossen, dat wereldwijd verspreid is.
In België en Nederland wordt het geslacht vertegenwoordigd door zes soorten.

## Naamgeving enetymologie
- Synoniem: Breidleria Loeske, Pseudostereodon (Brotherus) Fleischer, Stereodon (Bridel) Mitten

- Duits: Schlafmoose

De botanische naam Hypnum is afkomstig van de Oudgriekse mythologische figuur Hypnos, de personificatie van de slaap, omwille van het eertijdse gebruik van het mos als kussen- en matrasvulling.

## Kenmerken
Klauwtjesmossen zijn kleine tot grote mattenvormende slaapmossen met groene tot geelbruine, glanzende, liggende tot opstijgende, overwegend onregelmatig vertakte stengels. Bij sommige soorten is de stengel voorzien van een hyalodermis, een buitenste laag van gedifferentieerde, dikwandige cellen (Hyaliene cellen) zonder bladgroen.
De stengels en takken dragen sikkelvormige tot haakvormig teruggebogen, ovale tot lancetvormige blaadjes, met een korte of lange bladspits. Een centrale nerf ontbreekt, maar er is soms een korte, dubbele nerf. De bladcellen zijn prosenchymatisch, tien- tot twintigmaal langer dan breed en met spitse uiteinden in elkaar grijpend. De bladhoekcellen, de cellen aan de bladbasis, zijn vaak gedifferentieerd, rond of vierkantig, en met verdikte celwanden.
De sporofyt bestaat uit een schuin geplaatst sporenkapsel of sporogoon op een lange steel (seta). De sporen worden verspreid via een peristoom ringvormige, een met twee rijen tanden bezette opening, wat bij onrijpe kapsels afgesloten wordt door een kegelvormig en kort gesnaveld operculum.

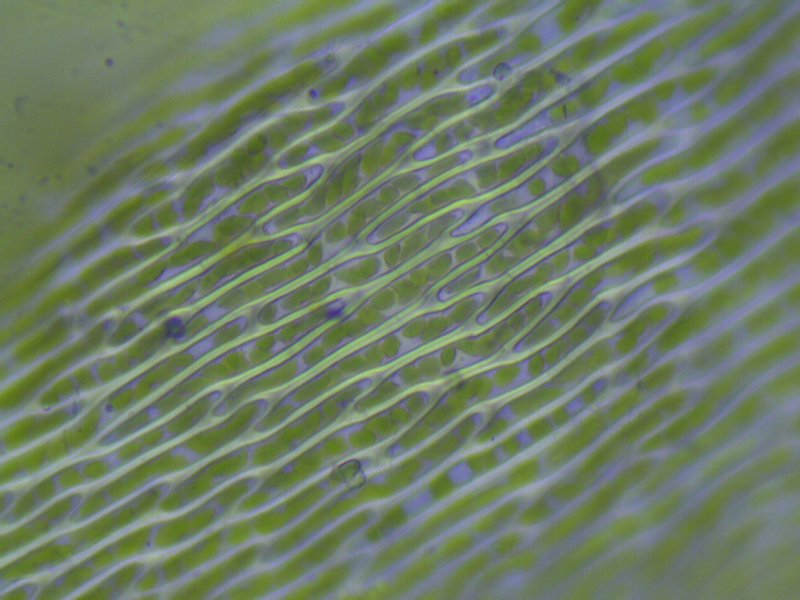
Gesnaveld klauwtjesmos, prosenchymatisch celnet.
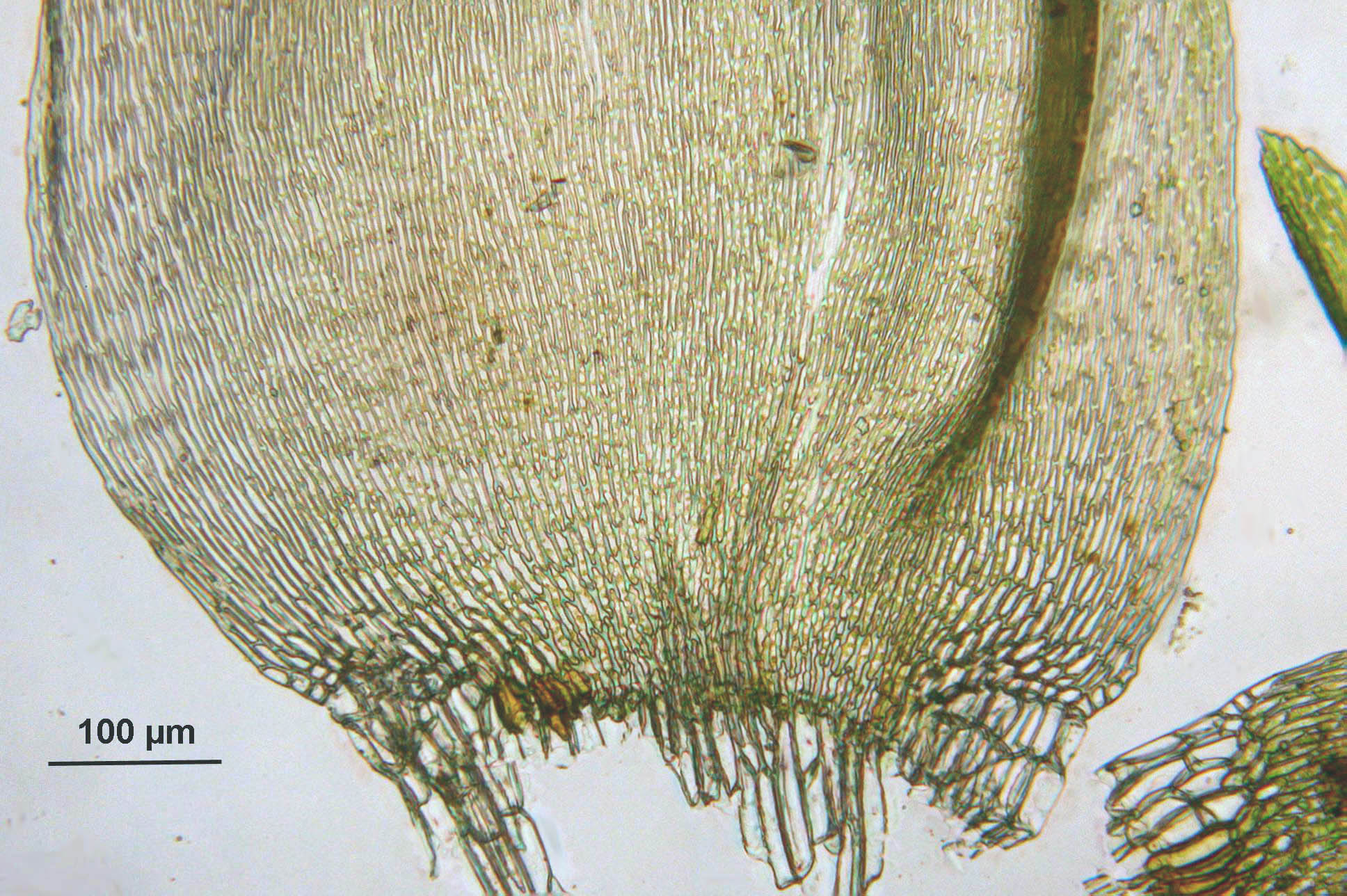
Hypnum lindbergii, bladvoet met gedifferentieerde hoekcelgroepen.
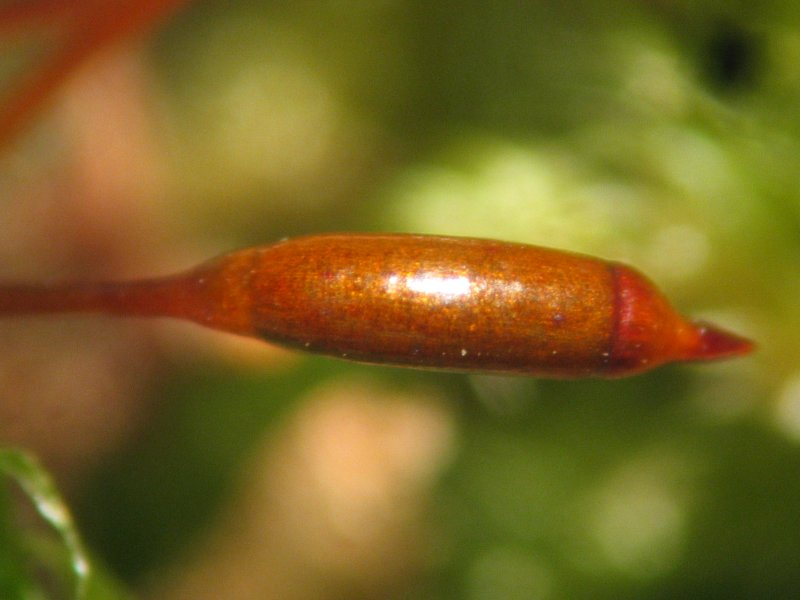
Gesnaveld klauwtjesmos (Hypnum cupressiforme), detail sporogoon.

## Habitaten verspreiding
Klauwtjesmossen zijn terrestrische of epifytische planten, wereldwijd verspreid, voornamelijk in gematigde streken.

## Soortenlijst
Het geslacht Hypnum werd vroeger gebruikt als verzamelnaam voor alle slaapmossen, mossen waarvan de archegonia op korte zijtakken staan, met prosenchymatische bladcellen zonder nerven. In een poging het geslacht monofyletisch te maken, werden reeds diverse nieuwe geslachten afgesplitst.
Het geslacht omvat, naargelang de bron, nog zo'n 50 tot 200 soorten, waarvan een 15-tal in Europa:
- Hypnum andoi A.J.E.Sm. (1981) (bosklauwtjesmos)
- Hypnum bambergeri Schimp.
- Hypnum callichroum Funck ex Brid.
- Hypnum cupressiforme Hedw. (1801) (gesnaveld klauwtjesmos)
  - H. cupressiforme var. filiforme  (hangend klauwtjesmos)
  - H. cupressiforme var. heseleri  (kroezig klauwtjesmos)
  - H. cupressiforme var. lacunosum  (duinklauwtjesmos)
  - H. cupressiforme var. resupinatum  (zijdeklauwtjesmos)
  - H. cupressiforme var. tectorum  (recht klauwtjesmos)
- Hypnum fertile Sendtn.
- Hypnum hamulosum Schimp. (1854)
- Hypnum imponens Hedw. (1801) (goudklauwtjesmos)
- Hypnum jutlandicum Holmen & E.Warncke (1969) (heideklauwtjesmos)
- Hypnum lacunosum (Brid.) Hoffm. ex Brid.
- Hypnum lindbergii Mitten (1864)
- Hypnum pallescens (Hedw.) P.Beauv. (1805) (klein klauwtjesmos)
- Hypnum pratense (Rabenh.) W.Koch ex Spruce (1845) (weideklauwtjesmos)
- Hypnum recurvatum (Lindb. & Arnell) Kindb.
- Hypnum resupinatum Taylor
- Hypnum revolutum  (Mitt.) Lindb.
- Hypnum sauteri Schimp. (1851)
- Hypnum triquetrum Hedw.
- Hypnum vaucheri Lesq.

... · H. andoi (bosklauwtjesmos) · H. cupressiforme (gesnaveld klauwtjesmos) · H. cupressiforme var. filiforme (hangend klauwtjesmos) · H. cupressiforme var. heseleri (kroezig klauwtjesmos) · H. cupressiforme var. lacunosum (duinklauwtjesmos) · H. cupressiforme var. resupinatum (zijdeklauwtjesmos) · H. cupressiforme var. tectorum (recht klauwtjesmos) · H. imponens (goudklauwtjesmos) · H. jutlandicum (heideklauwtjesmos) · H. pallescens (klein klauwtjesmos) · H. pratense (weideklauwtjesmos) · ...